# Гатилов, Павел Васильевич
Гатилов Павел Васильевич (род. 08 декабря 1988 года) — украинский театральный режиссёр.

## Биография
Родился в 1988 году в Крыму.
В 2012 окончил Театральное училище при КАРДТ им. Горького (актерское мастерство, курс н.а. Украины Кучеренко С. П.)
В 2012—2016 учился в Киевском национальном университете театра, кино и телевидения им. Карпенко-Карого (режиссура драматического театра, курс з. д.и. Украины И. Афонасьева и н.а. Украины Славинского И. Н.)
2016—2019 Мастерская Индивидуальной Режиссуры — (5 курс режиссуры и продюсирования, художественный руководитель Борис Юхананов .)
В 2018—2019гг годах участвует в проекте Электротеатра «Орфические игры», как режиссёр и актёр.
В 2018-2019гг год работа режиссёром в Николаевском академическом художественном драматическом театре.
В 2019-2021гг режиссёр Днепропетровского академического молодёжного театра.
В 2021−22гг режиссёр Харьковского академического драматического театра им. Пушкина.
В 2022г режиссёр Одесского академического украинского музыкально-драматического театра имени В. Василько.
С 2023 — (настоящее время) Государственный драматический театр «Адриана Будевска» (Бургас, Болгария).

## Творчество

### Режиссёрские работы

#### Николаевский академический художественный драматический театр
- 2013 — "Трям! Здравствуйте!| по сказкам С.Козлова[4]
- 2017 — «Веселая семейка Фонтанж», Ж.Летраз «Скандал по-французски»[5]
- 2018 — «Short/Чехов», по рассказам А.Чехова[6]
- 2019 — «Поместье Рейвенскрофт» по пьесе Дона Нигро[7]
- 2022 — «Мнимый больной» по пьесе Ж. Мольера

#### Днепропетровский академический украинский молодёжный театр
- 2018 — #IGROKI, по пьесе Н. Гоголя "Игроки"I[8]
- 2019 — #ZHENITBA, по Н. Гоголю[9]
- 2019 — кукольный спектакль «Невероятная арктика» сочинение
- 2020 — Спектакль #MERTVIEDUSHI, по мотивам поэмы Н.Гоголя «Мертвые души»
- 2021 — Спектакль «Контрабас» по Зюскинду.

#### Харьковский академический драматический театр
- 2020 — Спектакль «Бег» по пьесе М.Булгакова

- 2021 — Спектакль «Тётка Чарли» по пьесе Брендона Томаса «Тётка Чарли»

#### Одесский академический музыкально- драматический театр им. Василько
- 2022 — «Неаполитанские страсти» по одноактным пьесам Э. Де Филиппо

#### Драматический театр «Адриана Будевска» (Бургас, Болгария)
- 2023 — «Летните оси ни хапят даже през ноември» по пьесе Вырыпаева «Летние осы кусают нас даже в ноябре»

- 2024 — «Гнездото на гарван» по пьесе Д. Нигро

## Награды
- Международный театральный фестиваль стран карпатского региона «Золоті Оплески Буковини» «за лучшее пластическое решение», «за лучшую мужскую роль второго плана» спектакль #IGROKI (2018)[10]
- Высшая театральная премия межрегионального союза театральных деятелей «Січеславна» — гран-при «лучший драматический спектакль для взрослых» за спектакль «#IGROKI» по пьесе Н.Гоголя «Игроки») 2019[11]
- Высшая театральная премия межрегионального союза театральных деятелей «Січеславна» — «лучшая режиссура» за спектакли «#ZHENITBA» и «Невероятная Арктика», «лучшая женская роль»- Наталья Коваленко в спектакле «#ZHENITBA» (2020)[12]
- «Златен Кукерикон» за «лучшую женскую роль» Пепа Николова в спектакле «Летние осы кусают нас даже в ноябре»(2023)[13]